# Giant Bomb
Giant Bomb — американский веб-сайт, публикующий рецензии и обзоры компьютерных игр, новости индустрии. Также содержит базу данных (вики) игровой тематики. Создан бывшими редакторами GameSpot Джеффом Джерстманном и Райаном Дэвисом в сотрудничестве с Whiskey Media. Сайт занесён журналом Time в топ-50 наиболее популярных сайтов 2011 года. В марте 2012 сайт был приобретён американской компанией-медиахолдингом CBS Interactive.
3 октября 2022 года Giant Bomb и другие Интернет-проекты, находившиеся во владении Red Ventures с 2020 года, были проданы организации Fandom в рамках сделки по продаже активов на общую сумму около 50 млн долларов.

## История
В 28 ноября 2007 года Джеффом Джерстманном был уволен с должности директора редакции GameSpot. После увольнения Джефф начал сотрудничество с группой веб-дизайнеров для создания нового веб-сайта. Сразу после увольнения в интернете начали ходить слухи, что причиной увольнения послужило давление от Eidos Interactive, издателя игры Kane & Lynch: Dead Men, так как Джефф дал негативную рецензию игре после размещения её рекламы на сайте GameSpot. Но редакция сайта и родительская компания CNET Networks заявили, что увольнение никак не связано с рецензией. После данного инцидента компанию покинули ряд сотрудников: Алекс Наварро, Райан Дэвис, Брэд Шумейкер и Винни Каравелла. Дэвис объявил о своём уходе в феврале 2008, указывая увольнение Джеффа одной из причин.